# Crocidura fischeri
Crocidura fischeri es una especie de musaraña (mamífero placentario de la familia de los sorícidos).

## Distribución geográfica
Se encuentra en Kenia y Tanzania.

## Estado de conservación
Podría verse amenazada en el futuro por la pérdida de su hábitat como consecuencia de la expansión de los sistemas de riego agrario.